# Zeck (Zeitschrift)
Die Zeck ist eine in Hamburg hergestellte Zeitschrift der autonomen Szene. Sie wird von Aktivisten des autonomen Zentrums Rote Flora herausgegeben  und gilt als „bedeutendste Zeitschrift der autonomen Szene Norddeutschlands“.

## Überblick
Die Zeck entstand knapp zwei Jahre nach der Gründung des Autonomen Zentrums Rote Flora im Hamburger Schanzenviertel im März 1992 unter dem Namen „Das Flora-Info“ mit dem Ziel, die benachbarte Bevölkerung über die Aktivitäten des noch jungen Zentrums aufzuklären. Schon nach zwei Ausgaben änderte die Zeitschrift ihren Namen in „Zeck“. Im April 1993 gab sie sich den Untertitel „Das Info aus der Roten Flora“. Dieser sollte ausdrücken, dass die Zeitschrift von diesem Zeitpunkt an nicht mehr im Namen der Roten Flora spricht, sondern von einer unabhängigen Gruppe von Flora-Aktivisten herausgegeben wird.
Die Zeitschrift wird in einer Auflage von 2.000 Exemplaren kostenlos verteilt. Möglich ist dies durch eine finanzielle Unterstützung aus Einnahmen von Musik- und Kulturveranstaltungen der Roten Flora. Seit Januar 2003 erscheint die zunächst monatlich verbreitete Zeck nur noch zweimonatlich im Din-A4-Format mit einem Umfang von 24 bis 32 Seiten.
Auf Grund von Erfahrungen der Vorgängerzeitschriften „Schanzenleben“ und „Sabot“ mit Ermittlungs- und Strafverfahren wurde die Zeck von Beginn an konspirativ hergestellt und verbreitet. Herausgeber und Redaktion sind nicht bekannt.
In mehreren Fällen wurde Strafantrag aufgrund von Aufrufen zu Straftaten in der Zeitschrift gestellt. Im Verlauf der Ermittlungsverfahren kam es teilweise zu Durchsuchungen von Vertriebsstätten und der Beschlagnahme eines Teils der Auflage. Zuletzt wurde am 11. Mai 2011 ein Buchladen wegen der Ausgabe 161 der Zeck vom März/April 2011 durchsucht.

## Ausrichtung
Die Zeck dient der autonomen Szene als Kommunikationsplattform. Seit der regen Nutzung des Internets konzentriert sie sich dabei auf längere Texte zur Diskussion  grundlegender Fragestellungen. Inhaltlich liegt der Schwerpunkt auf der Kritik an Sexismus, Rassismus, Rechtsextremismus sowie der Berichterstattung über sympathisierende Projekte der linksautonomen Szene. In der Zeitschrift fanden sich wiederholt „Bauanleitungen für Brandsätze, Hakenkrallen oder vergleichbare Mittel zur Begehung von Anschlägen.“

## Einschätzung der Verfassungsschutzbehörden
Das Bundesamt für Verfassungsschutz zählt die Zeck zu den Medien des gewaltbereiten linksextremistischen Spektrums. Laut dem Hamburger Verfassungsschutz dient die Zeitschrift zur Diskussion aktueller Themen aber auch zur Veröffentlichung von Selbstbezichtigungsschreiben zu Brandanschlägen und Sachbeschädigungen.